# Hiroki Abe
Abe Hiroki (Tòquio, 28 de gener de 1999) és un jugador de futbol, que actualment juga als Urawa Red Diamonds i que va passar pel FC Barcelona B. Pot jugar d'extrem tant per la dreta com per l'esquerra, i també pot jugar d'interior. És internacional amb la selecció japonesa.
El seus primers equips van ser el Johoku Asuka F.C i l'S.T.F.C. En acabar els estudis obligatoris va anar a jugar al Setouchi High School, a Hiroshima, per millorar el seu nivell tècnic. En acabar el batxillerat va ser fitxat pels Kashima Antlers. El 1r d'abril de 2017 va debutar contra l'Omiya Ardija, sent el tercer debutant més jove de la història del club. El 21 de juny de 2017 va jugar contra el FC Maruyasu Okazaki i va marcar el primer gol de la seva carrera. En el mateix partit va fer 2 gols i una assistència. En total va jugar 13 partits. El 13 de desembre de 2028 va rebre el premi J-League per ser millor jugador jove de la temporada. El 2019 va canviar el seu dorsal i es va posar el número "10".
El 15 de juliol de 2019 va arribar a un acord amb el Futbol Club Barcelona per 1,1 milions d'euros, signant per 4 temporades. La seva clàusula de rescissió es va fixar en 40 milions d'euros mentre sigui jugador del Barça B i de 100 milions si passa a jugar al primer equip. A la segona jornada va debutar per primer cop amb la samarreta del Barça contra el Gimnàstic de Tarragona. El 2019, va renunciar temporalment a la selecció Japonesa sub 21 per accelerar el seu procés d'adaptació al Barça. La seva renúncia també va ser deguda a una lesió. Al Barça B va ocupar sobretot la posició d'extrem, mentre que a la selecció japonesa juga de migcampista. Com assegura el seu entrenador a una roda de premsa “el jugador rendeix millor en aquesta posició”.

## Estadístiques
|                        | PJ | PT | MJ          | Gols | Asistencia | TG | TV |
| Kashima Antlers (2017) | 13 | 1  | 338 Minuts  | 1    | 0          | 0  | 0  |
| ---------------------- | -- | -- | ----------- | ---- | ---------- | -- | -- |
| Kashima Antlers (2018) | 22 | 13 | 1219 Minuts | 2    | 0          | 2  | 0  |
| Kashima Antlers (2019) | 14 | 6  | 697 Minuts  | 1    | 1          | 1  | 0  |
|                        |    |    |             |      |            |    |    |

## Títols guanyats
En equip
- FUJI XEROC SUPER CUP:1 cup al 2017
- AFC CHAMPIONS LEAGUE: 1 cup al 2018

Individualment
- Millor jugador de l'institut de secundària al 2016
- J-League millor jove de temporada al 2018